# Open de Tenis Comunidad Valenciana 2005
L'Open de Tenis Comunidad Valenciana 2005 è stato un torneo di tennis giocato sulla terra rossa.
È stata l'11ª edizione dell'Open de Tenis Comunidad Valenciana,
che fa parte della categoria International Series nell'ambito dell'ATP Tour 2005.
Si è giocato nel Club de Tenis Valencia di Valencia in Spagna,
dal 4 all'11 aprile 2005.

## Campioni

### Singolare
Igor' Andreev ha battuto in finale  David Ferrer con il punteggio di 6–3, 5–7, 6–3

### Doppio
Fernando González /  Martín Rodríguez hanno battuto in finale  Lucas Arnold Ker /  Mariano Hood con il punteggio di 6–4, 6–4